# Alton Mason
Pour les articles homonymes, voir Mason.

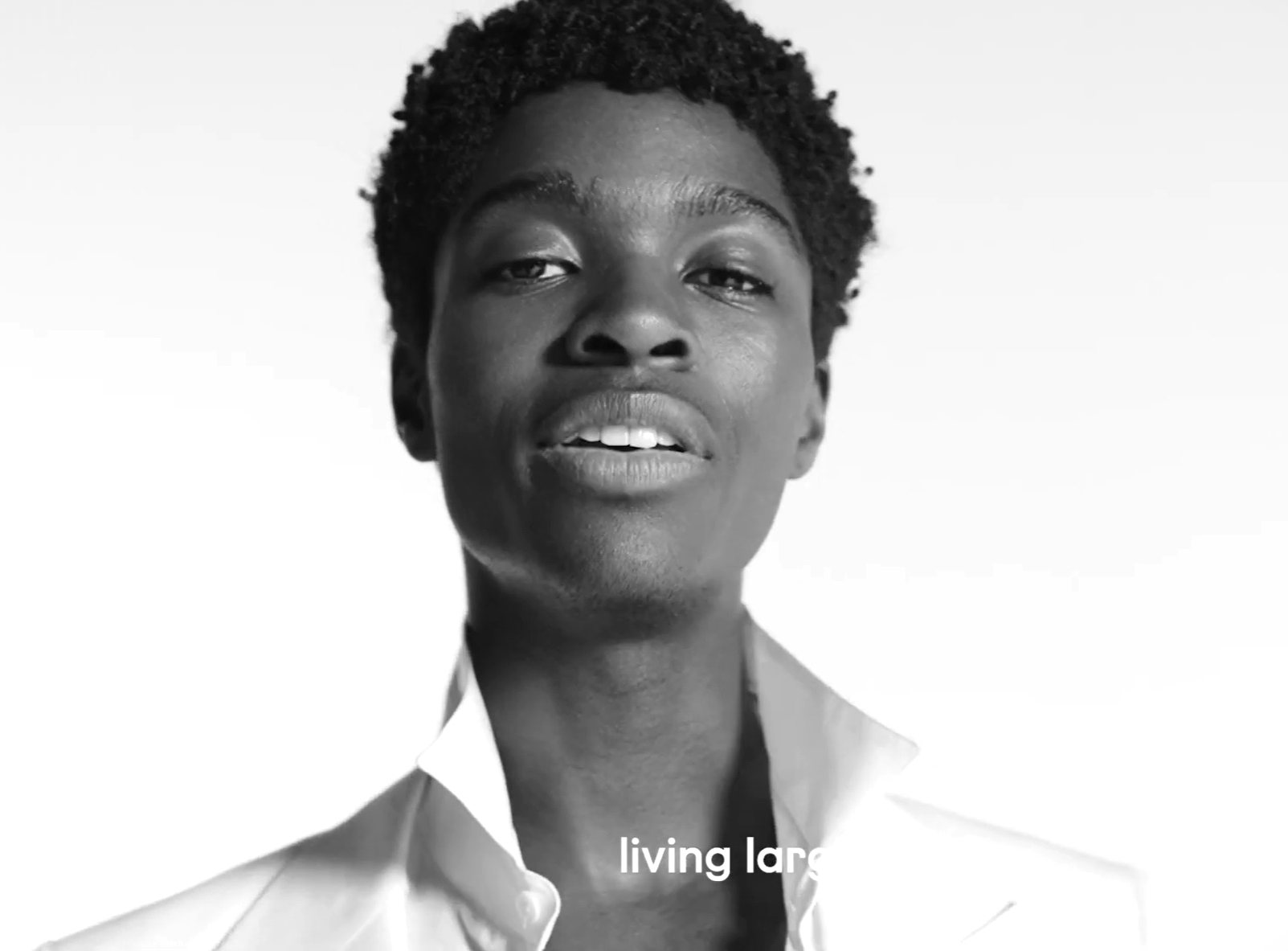
Alton Mason pour Paco Rabanne

Alton Mason, né le 21 novembre 1997, est un danseur et mannequin américain qui a défilé pour plusieurs marques telles que Versace, Fendi, Chanel, Louis Vuitton ou Tom Ford. 
En 2018, il est le premier mannequin noir à défiler pour la maison Chanel.

## Carrière
En 2015, il étudie la danse à la American Musical and Dramatic Academy de Los Angeles, et se fait repérer pour la première fois par une agence sur les réseaux sociaux. La même année, il apparaît aux BET Awards en tant que danseur aux côtés de P.Diddy. 
En 2016, il défile pour la marque Yeezy, lors de la New York Fashion Week.
En 2017, il est présent au défilé Gucci pour la collection Croisière 2018 où Alessandro Michele, le directeur de création de la maison, l'invite à poser pour la campagne Pre-Fall 2017.
En décembre 2018, il défile pour Chanel lors de sa collection Métiers d’art au Metropolitan Museum of Art à New York. 
En janvier 2023, il défile pour Rick Owens lors de sa collection pendant la Fashion week de Paris 

## Filmographie
- 2022 : Elvis de Baz Luhrmann : Little Richard[6]